# Volkswagen Golf Plus
Volkswagen Golf Plus je automobil njemačke marke Volkswagen i proizvodi se već od 2004. godine. Dorada maske je bila 2008. godine.

## Motori
- 1.2 L turbo, 63 kW (85 KS)
- 1.2 L turbo, 77 kW (105 KS)
- 1.4 L, 55 kW (75 KS)
- 1.4 L, 59 kW (80 KS)
- 1.4 L turbo, 90 kW (122 KS)
- 1.4 L turbo, 103 kW (140 KS)
- 1.4 L turbo, 118 kW (160 KS)
- 1.4 L turbo, 125 kW (170 KS)
- 1.6 L, 75 kW (102 KS)
- 1.6 L, 85 kW (115 KS)
- 2.0 L, 110 kW (150 KS)
- 1.6 L turbo dizel, 66 kW (90 KS)
- 1.6 L turbo dizel, 77 kW (105 KS)
- 1.9 L turbo dizel, 66 kW (90 KS)
- 1.9 L turbo dizel, 77 kW (105 KS)
- 2.0 L turbo dizel, 81 kW (110 KS)
- 2.0 L turbo dizel, 100 kW (136 KS)
- 2.0 L turbo dizel, 103 kW (140 KS)